# تشارلز راندولف باتلر جونيور
تشارلز راندولف باتلر جونيور (بالإنجليزية: Charles Randolph Butler Jr.)‏ هو محامي وقاضي أمريكي، ولد في 28 مارس 1940 في نيويورك في الولايات المتحدة.